# Michele Malfatti
Michele Malfatti (Trento, 31 dicembre 1994) è un pattinatore di velocità su ghiaccio e di short track italiano.

## Biografia
Ha iniziato a pattinare all'età di cinque anni sulla pista di Pergine Valsugana. Ha frequentato la facoltà di ingegneria industriale all'Università degli Studi di Trento. 
Dal 2006 al 2011 ha praticato lo short track, in seguito si è specializzato nel pattinaggio di velocità.
È stato convocato ai Giochi olimpici invernali di Pyeongchang 2018, ma non è sceso in pista.
Ai campionati europei distanza singola di Heerenveen 2022 ha vinto il bronzo nell'inseguimento a squadre 8 giri, e a Heerenveen 2024 quella d'argento nella stessa gara.
Ha rappresentato l'Italia all'Olimpiade di Pechino 2022, classificandosi quindicesimo nei 5000 m.
Conquista la medaglia d'oro nell'inseguimento a squadre ai Campionati mondiali di Calgary 2024 con Davide Ghiotto e Andrea Giovannini, formazione che ripete il podio mondiale nell'edizione successiva di Hamar con un argento.

## Palmarès

### Mondiali distanza singola
- 2 medaglie:
  - 1 oro (inseguimento a squadre a Calgary 2024)
  - 1 argento (inseguimento a squadre a Hamar 2025)

### Europei distanza singola
- 2 medaglie:
  - 1 argento (inseguimento a squadre a Heerenveen 2024)
  - 1 bronzo (inseguimento a squadre a Heerenveen 2022)

### Coppa del Mondo
- 10 podi (9 nell'inseguimento a squadre, 1 nei 10000m)
  - 2 vittorie (nell'inseguimento a squadre)
  - 4 secondi posti (nell'inseguimento a squadre)
  - 4 terzi posti (3 nell'inseguimento a squadre, 1 nei 10000m)

#### Coppa del Mondo - vittorie
| Data             | Luogo  | Stato      | Disciplina   |
| ---------------- | ------ | ---------- | ------------ |
| 8 dicembre 2019  | Astana | Kazakistan | Team pursuit |
| 24 novembre 2024 | Nagano | Giappone   | Team pursuit |